# Lędziechowo
Lędziechowo (kaszb. Lãdzechòwò lub też Lãdzëchòwò, niem. Landechow) – osada kaszubska w Polsce położona w województwie pomorskim, w powiecie lęborskim, w gminie Nowa Wieś Lęborska na trasie linii kolejowej Lębork-Łeba. Wieś jest częścią składową sołectwa Lędziechowo. We wsi znajduje się przystanek kolejowy Lędziechowo. Niedaleko wsi jest byłe lotnisko wojskowe.
We wsi znajduje się zabytkowy pałac, który był kiedyś klasztorem, odbudowany po II wojnie światowej. Niedaleko jest także stary młyn wodny. 
We wsi znajdują się boisko do gry w piłkę nożną, koszykówkę i siatkówkę oraz świetlica wiejska, w której odbywają się imprezy.
W latach 1975–1998 miejscowość administracyjnie należała do województwa słupskiego.